# 地勢図
地勢図（ちせいず）とは、国土交通省国土地理院が作成する20万分の1の地図である。
ユニバーサル横メルカトル図法（UTM図法）で投影（北海道のみ多面体図法）され、日本全国を一次メッシュ130面でカバーしている。なお、現在北海道の一部の図郭でも、UTM図法を用いて新たに編集された地勢図を刊行する形で、多面体図式からUTM図式に切り替えたものがある。
その特徴は、「おおむね府県程度の地域における地形・水系・交通網・集落等の概況を一見して把握し、さらによく観察すれば地物・地形等のかなり詳細な状態まで読みとることが可能であって、比較的広域を対象とする土地および土地資源の利用開発、その他土地に関するすべての調査・研究および計画ならびに観光等広範囲の用途に供することができるように作成された、小縮尺の基本図をいう。」と「20万分1地勢図図式適用規程」で規定されている。
紙地図では460mm {\displaystyle \times } 580mm（柾判）。

## 地勢図の歴史

### 伊能図
日本でいつごろから地図の作成が行われたかは明らかになっていない。聖徳太子の時代には地図が作られたことが記録として残っているが、江戸後期になって伊能忠敬が日本全国の沿岸測量を完遂するまでは、同一規格で全国を測量して作成した図はなかった。
伊能忠敬の日本沿海輿地実測は1800年（寛政12年）の蝦夷地の測量から始まった。忠敬の願い出に対して幕命は下ったものの、経費などは自費支弁とされた。しかし、忠敬らの18年に及ぶ様々な苦労は実測図として実を結んで、日本の形状がここに明らかになった。
この「伊能図」の精度は当時としては驚異的なもので、特に本州や四国の誤差は少なく、日本ばかりでなく、外国人にも高く評価された。 

### 輯製図（しゅうせいず）
1884年（明治17年）陸軍参謀本部は、伊能図や内務省の地形図・河川図および各府県庁作成の地図等を資料として、経度差1度、緯度差40分の区画で、多面体図法による20万分1の編集に着手した。
この作業で1893年（明治26年）までに沖縄県から北方領土に至る国土の全域（沖大東島、孀婦岩ほか一部の離島を除く）の地図142面を完成させた。これが「輯製20万分1図」（当初は「輯製20万分1図」とよばれた）の生い立ちである。
この図は、当時の日本における、統一の図式による最大縮尺の地図だった。

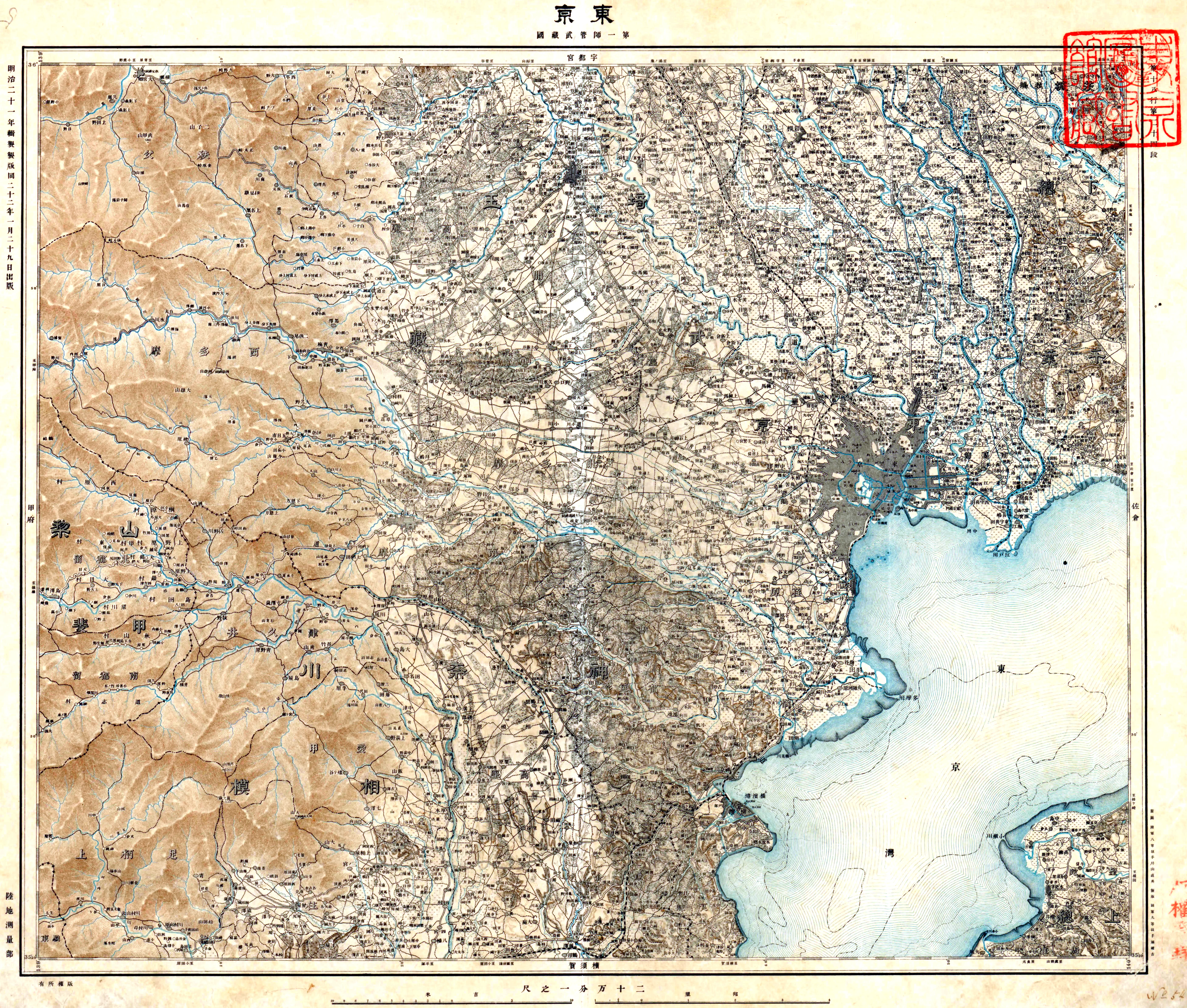
東京府地図 (1889年、輯製二十万分一圖)

### 帝国図
日本の基本地図は縮尺を2万分1として発足したが、その後この縮尺を5万分1に改めて、1895年（明治28年）から測量あるいは既成の2万分1地形図から編集するかたちで地図作成が始まった。
1901年（明治34年）から、この5万分1地形図を基図として輯製20万分1図の改編集が始まり、1935年（昭和10年）までに前述輯製図の範囲を「20万分1帝国図」として完成した。
1図葉の区画、図法は輯製図と同じだが、地形については、等高線に暈渲を併用した表現となっている。

### 地勢図
第二次世界大戦後まもなく、20万分1帝国図を新時代にふさわしい内容とするための研究が始まり、一部は暫定版として刊行された。1953年（昭和28年）、第一次基本測量長期計画が告示され、このなかに20万分1図の全国整備の方針が盛り込まれている。
その後、計画どおり年間十数面ずつの編集が実施され、1963年（昭和38年）までに沖縄を除く全国118図面を完成した。
1963年（昭和38年）以降は、それまでの図面を順次修正したり、図法をUTM図法に切り換える改編集を行ってきた。また、1972年（昭和47年）の沖縄返還後、同地域の新規編集を行った。